# Ariel Ibagaza
Ariel Miguel Santiago Ibagaza Fernández (Buenos Aires, 27 ottobre 1976) è un allenatore di calcio ed ex calciatore argentino, di ruolo centrocampista.

## Carriera

### Club
L'11 luglio 2010, svincolatosi dal Villarreal, il centrocampista argentino con passaporto spagnolo firma un contratto biennale con la squadra greca dell'Olympiacos.

## Palmarès

### Club

#### Competizioni nazionali
- Supercoppa di Spagna: 1

Maiorca: 1998
- Coppa di Spagna: 1

Maiorca: 2002-2003
- Campionato greco: 4

Olympiakos: 2010-2011, 2011-2012, 2012-2013, 2013-2014
- Coppa di Grecia: 2

Olympiakos: 2011-2012, 2012-2013

#### Competizioni internazionali
- Coppa CONMEBOL: 1

Lanús: 1996

#### Nazionale
- Campionato mondiale Under-20: 1

1995